# El Llano (gmina)
El Llano – gmina w południowej części meksykańskiego stanu Aguascalientes. Według spisu ludności z roku 2015, gminę zamieszkuje  20 245 mieszkańców. Gęstość zaludnienia wynosi 40 osób na kilometr kwadratowy. Stolicą jest miasto Palo Alto.
Gmina El Llano graniczy z Aguascalientes od zachodu, a z Asientos od północy.

## Miasta i wsie
Według spisu z 2010 roku największymi miastami i wsiami gminy są:
| Nazwa                   | Ludność |
| ----------------------- | ------- |
| Palo Alto               | 5 399   |
| Los Conos               | 1 108   |
| Ojo de Agua de Crucitas | 1 078   |
| Santa Rosa              | 1 050   |
| La Luz                  | 870     |
| El Novillo              | 865     |
| Licenciado Jesús Terán  | 783     |
| Francisco Sarabia       | 625     |
| Montoya                 | 613     |
| El Retoño               | 591     |
| La Tinaja               | 470     |
| Lomas del Refugio       | 420     |
| El Tildío               | 388     |
| El Terremoto            | 354     |
| El Llano                | 327     |